# Hispidella
Hispidella là một chi thực vật có hoa trong họ Cúc (Asteraceae).

## Loài
Chi Hispidella gồm các loài: